# Șciurivka, Icinea
Șciurivka (în ucraineană Щурівка) este localitatea de reședință a comunei Șciurivka din raionul Icinea, regiunea Cernihiv, Ucraina.

## Demografie
Componența lingvistică a localității Șciurivka
     Ucraineană (97,3%)
     Rusă (2,16%)
     Alte limbi (0,54%)
Conform recensământului din 2001, majoritatea populației localității Șciurivka era vorbitoare de ucraineană (97,3%), existând în minoritate și vorbitori de rusă (2,16%).